# سی‌جی زن برزنجیر
سی‌جی زن برزنجیر یک ستاره است که در صورت فلکی آندرومدا قرار دارد.